# Victor Westhoff

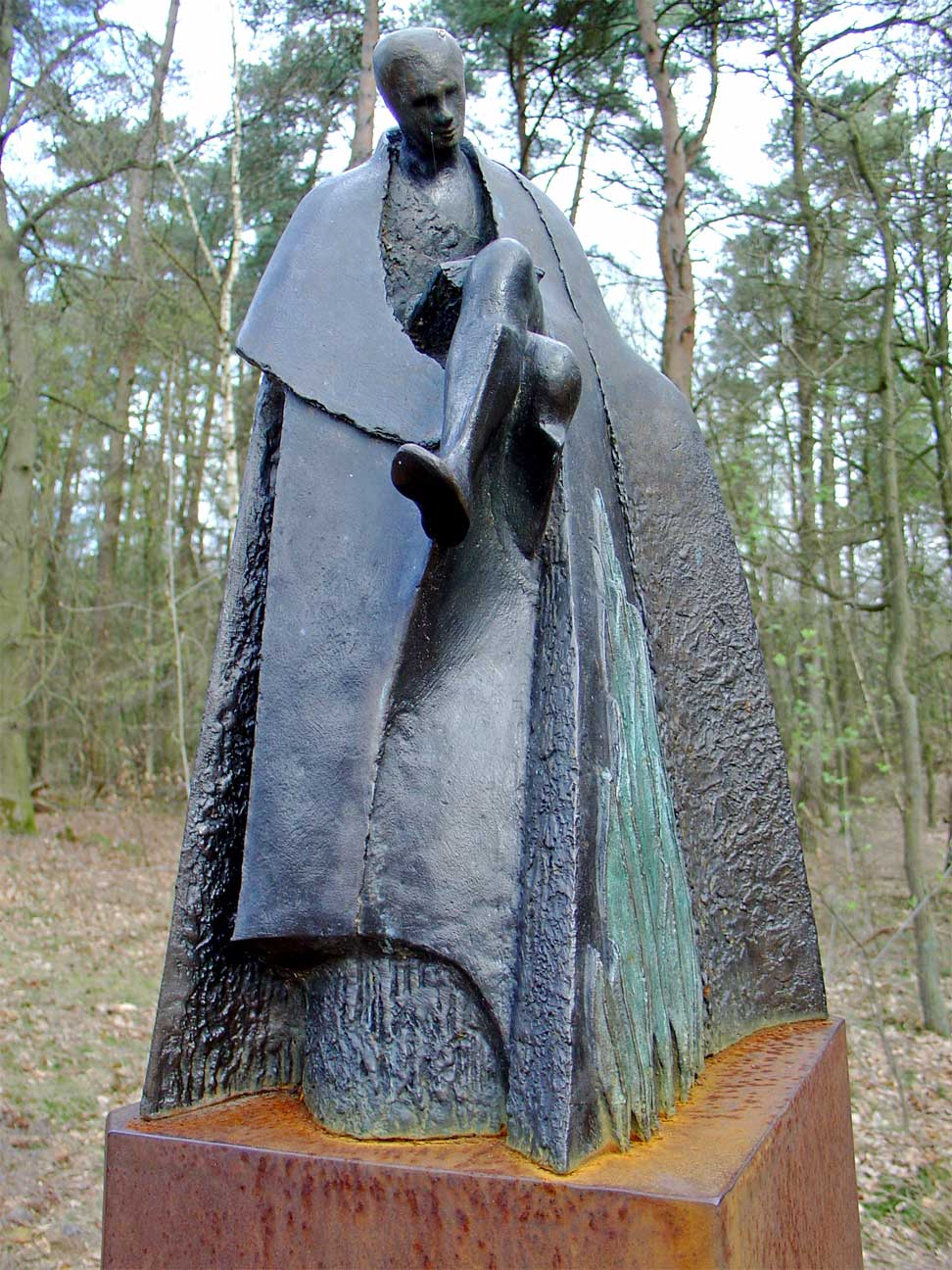
Denkmal für Westhoff von Willem van der Velden, Naturschutzgebiet Springendal, Gemeinde Tubbergen

Victor Westhoff (* 12. November 1916 in Situbondo, Java; † 12. März 2001 in Zeist) war ein niederländischer Botaniker, Dichter und Naturschützer.
Nachdem die Familie 1920 in die Niederlande zurückgekehrt war, ging er in Laren und Hilversum zur Schule und studierte Botanik an der Universität Utrecht. 1943 bis 1947 war er im Allgemeinen Automobilclub der Niederlande in der Abteilung Landschaftsfragen angestellt, was sich aus seiner Tätigkeit im Niederländischen Jugendbund für Naturstudien (Nederlandsche Jeugdbond voor Natuurstudie, NJN) ergab. 1945 hielt er eine wegweisende Rede vor dem NJN, in dem er sich für einen Kompromiss aus Naturschutz und begrenzter Bewirtschaftung statt für völlig naturbelassene Gebiete aussprach. Danach war er Berater der Gesellschaft zum Erhalt von Naturmonumenten, was er in Teilzeit bis 1968 blieb. 1947 wurde er in Utrecht cum laude bei August Adriaan Pulle (1878–1955) promoviert (Titel der englischen Dissertation: The vegetation of dunes and salt marshes on the Dutch Islands of Terschelling, Vlieland and Texel). Danach war er Assistent im Labor für Pflanzensystematik und -geographie der Landbauhochschule Wageningen. Er wurde dort Begründer der Pflanzensoziologie (Vegetationskunde) der Niederlande, das heißt der Beschreibung und Klassifizierung von Pflanzengemeinschaften. Er kam mit dem deutschen Botaniker Reinhold Tüxen in Kontakt und war mit diesem und Josias Braun-Blanquet Herausgeber der Zeitschrift Vegetatio.
1957 wurde er Leiter des neugegründeten Rijksinstituut voor Veldbiologisch Onderzoek ten behoeve van het Natuurbehoud (RIVON), des Reichsinstituts für feldbiologische Forschung für Naturschutzzwecke. 1967 wurde er außerordentlicher und 1968 ordentlicher Professor für Botanik an der Radboud-Universität Nijmegen.
Er war Mitglied der Königlich Niederländischen Akademie der Wissenschaften und seit Ende der 1940er Jahre ein Pionier für die Erstellung der wissenschaftlichen Grundlagen für Naturschutzgebiete in den Niederlanden. Er schrieb Anfang der 1970er Jahre einen Bestseller über Wildpflanzen der Niederlande. Westhoff veröffentlichte auch Gedichtbände.
Westhoff wurde 1988 Ehrenmitglied der International Association of Vegetation Science.
Er war seit 1942 verheiratet und hatte zwei Söhne und drei Töchter.
1991 erhielt er den Reinhold-Tüxen-Preis.

## Schriften
- Mit A. J. Den Held: Plantengemeenschappen in Nederland 1969
- Mit Ko-Autoren: Wilde Planten, 3 Bände, 1970, 1972, 1973
- Mit Den Held und anderen: De vegetatie van Nederland, 5 Bände, 1995 bis 1999